# クロロキシレノール
クロロキシレノール（chloroxylenol、4-クロロ-3,5-ジメチルフェノール）は、接着剤やエマルション、絵画、洗浄槽においてバクテリアや藻類、真菌を抑制するために用いられる抗菌性化合物である。クロルキシレノールとも呼ばれる。クロロキシレノールは抗菌剤入り石けんや家庭用殺菌消毒薬においても一般的に使用されている。抗菌活性は低いが、添加剤によって増強される。クロロキシレノールの抗菌作用は細胞膜電位の崩壊によるものである。
クロロキシレノールはヒトやその他のほ乳類に対して顕著な毒性は示さない。鳥類に対しては実質的に無毒であり、淡水無脊椎動物に対しては中程度の毒性を示し、魚類に対しては高い毒性を示す。クロロキシレノールは弱い皮膚刺激剤であり、一部の人においてアレルギー反応を引き起こす可能性がある。クロロクレゾールとの交差感受性が一般的である。